# Goodluck Jonathan
Goodluck Ebele Jonathan, född 20 november 1957 i Ogbia i Bayelsa, är en nigeriansk politiker som var landets president från den 6 maj 2010 till 29 maj 2015. Dessförinnan var han Nigerias vicepresident 2007–2010 samt tillförordnad president sedan februari 2010 efter att den sittande presidenten Umaru Yar'Adua hade insjuknat. Åren 2005–2007 var han guvernör i sin hemdelstat Bayelsa.

## Uppväxt och tidig karriär
Jonathan tillhör den kristna folkgruppen ijaw från södra Nigeria, och kommer från en familj av kanotmakare. Han läste zoologi på University of Port Harcourt, och har arbetat som utbildningsinspektör, föreläsare och miljöskyddsarbetare innan han 1998 gick med i People's Democratic Party (PDP) och blev politiker.

## Politisk karriär
1999 valdes Jonathan till viceguvernör i sin hemdelstat Bayelsa i sydvästra delen av landet, och satt på den posten i två mandatperioder. När guvernör Diepreye Alamieyeseigha åtalades för korruption 2005 tog Jonathan den 9 december över guvernörsposten.
Han valdes ut som vicepresidentkandidat till Umaru Yar'Adua till valet 2007, framför allt av regionalpolitiska skäl. Detta då Yar'Adua kom från det muslimska norr ville man balansera det med en kristen vicepresident. Under valrörelsen utsattes han för vad polisen beskriver som ett mordförsök. Han tillträdde posten som vicepresident den 29 maj 2007. Som vicepresident ägnade han mycket tid åt att förhandla med militanta kristna grupper i det oljerika Nigerdeltat och har förmått många av dessa grupper att lägga ner sina vapen.
När president Yar'Adua insjuknade i en hjärtsjukdom i november 2009 fick Jonathan av formella skäl inte genast ta över makten. Först den 9 februari 2010 fastslog en federal domstol att han kunde bli tillförordnad president. När Yar'Adua avled den 5 maj 2010 svors Goodluck Jonathan in som statschef och utsåg Namadi Sambo till sin vicepresident. Jonathan vann överraskande PDP:s nominationsval i januari 2011 och vann därefter med 59 % presidentvalet den 16 april 2011, ett val som ansetts ha varit fritt och rättvist enligt internationella valobservatörer. Valets utgång ledde till flera våldsamheter mellan kristna och muslimer i de norra delarna av Nigeria, där Jonathan har stöd av framför allt kristna grupper.
Jonathan satsade på reformer i energisektorn och fick igenom omfattande privatiseringar för att effektivisera elektricitetssektorn. Han försökte även avveckla landets bensinsubsidier, men efter stora folkliga protester och en generalstrejk i januari 2021 återinfördes subsidierna. Jonathan anklagades för en ökande politisk korruption, och hans presidentperiod präglades av ett förvärrat säkerhetsläge, särskilt i och med Boko Harams terroraktioner och ökad aktivitet i Nigerdeltat.
För att säkerställa fred och stabilitet har PDP ett maktdelningsavtal mellan norr och söder, där presidentämbetet ska växla mellan regionerna, så att de får två perioder var. Eftersom Yar'Adua, som var från norr, inte fullföljde sina två perioder, menar flera i norr att Jonathan inte borde ha ställt upp i valet 2011. Ännu starkare var motståndet i norr mot att han ställde upp som presidentkandidat även 2015. Detta kan ha bidragit till att Jonathan med klar marginal förlorade valet mot Muhammadu Buhari. Jonathan är den första sittande presidenten i Nigeria som har förlorat ett val. Att han tidigt accepterade nederlaget och gratulerade Buhari till segern anses viktigt för att undvika våld och konflikter efter valet.

## Privatliv
Jonathan är gift med Patience Jonathan. Hans hustru anklagades 2006 för att ha försökt tvätta motsvarande 13,5 miljoner dollar och utreddes av antikorruptionstjänstemän. Hon dömdes dock aldrig för något brott.